# Athyrma
Athyrma là một chi bướm đêm thuộc họ Erebidae.

## Các loài
- Athyrma adjutrix Cramer, [1780]
- Athyrma ganglio Hübner, [1831]
- Athyrma subpunctata Bethune-Baker, 1906
- Athyrma subumbra Bethune-Baker, 1906

Athyrma novoguineana is now Avatha novoguineana Bethune-Baker, 1906 và Athyrma discolor is now Avatha discolor Fabricius, 1794